# Poldowski
Poldowski (Ixelles, 16 mai 1879 – Londres, 28 janvier 1932) est le pseudonyme professionnel d'une compositrice et pianiste britannique d'origine polono-britannique, née Régine Wieniawski, fille du violoniste et compositeur polonais, Henryk Wieniawski. Certains de ses premiers ouvrages ont été publiés sous le nom d'Irène Wieniawska. Elle a épousé Sir Aubrey Dean Paul, 5e baronnet (1869–1961), devenant Dame Dean Paul. Son nom apparaît sous diverses de formes :
- Régine Wieniawski
- Irène Wieniawska
- Irene Regina Wieniawski ou Wieniawska
- Dame Dean Paul
- Dame Irene Dean Paul
- Dame Irene Poldowski Paul
- (Madame) Poldowski, Poldowsky ou Poldowska.

## Biographie

### Origines et formation
Régine Wieniawski naît le 16 mai 1879 à Ixelles, à Bruxelles, où son père, le violoniste virtuose et compositeur polonais Henryk Wieniawski s'était fixé lors de sa nomination en tant que professeur au conservatoire de Bruxelles dès 1874. Wieniawski avait rencontré sa mère, Isabelle Bessie-Hampton, une anglaise à Londres en 1859. Elle était la nièce du pianiste et compositeur irlandais, George Alexander Osborne (qui avait étudié avec Johann Peter Pixis, François-Joseph Fétis et Friedrich Kalkbrenner et était un ami intime de Frédéric Chopin et d'Hector Berlioz) et membre d'une famille londonienne en association avec Rossini, Meyerbeer, Jenny Lind, Michael William Balfe et Anton Rubinstein. Cadette des sept enfants du violoniste, elle est la seule à embrasser la carrière musicale et est prénommée Régine d'après sa grand-mère paternelle, Regina Wolff.
Il est parfois indiqué que Régine est née quelques semaines après la mort de son père ; mais cela semble être une erreur causée par certaines sources anciennes qui indiquaient qu'elle est née en mai 1880, plutôt qu'en mai 1879 (son père étant décédé le 31 mars 1880, à Moscou, lors d'une tournée de concerts, quand Irène avait dix mois).
Ses études musicales sont également l'objet d'une certaine incertitude. Elle étudie d'abord le piano avec une Miss Ellis. Elle raconte à son biographe officiel qu'elle entre au Conservatoire de Bruxelles à douze ans, et étudie le piano (peut-être en privé) avec Pierre Storck et la composition avec Tordeus et François-Auguste Gevaert. Plus tard, à Londres, elle poursuit ses études avec Michael Hambourg et Percy Pitt. Après son mariage, elle revient à Paris en 1903 pour étudier avec André Gedalge, et après la mort de son premier enfant, elle étudie en 1907 avec Vincent d'Indy à la Schola Cantorum de Paris,,. Cependant, certaines des informations qui précèdent sont contredites par le fait que son nom n'apparaît dans aucun dossier du Conservatoire de Bruxelles.
En 1887, âgée de huit ans, elle est présentée et encouragée par Nellie Melba, qui fait ses débuts à La Monnaie. En 1893, à quatorze ans, elle joue en public quelques-unes de ses compositions. Elle a pour voisin l'écrivain et critique musical, Octave Maus  à la tête du cercle des XX et ensuite de La Libre Esthétique. Ses mélodies Cortège et Cythère sont dédiées respectivement à Maus et à son épouse Madeleine.

### Mariage
En 1896, Régine Wieniawski et sa mère s'installent à Londres. Elle y publie quelques unes de ses œuvres de jeunesse sous le nom d'Irène Wieniawska : deux mélodies sur des poèmes de Yeats et de Tennyson chez Chappell. En 1901, elle épouse un descendant du 1er Duc de Marlborough, Sir Aubrey Edward Henry Dean Paul, 5e baronnet (19 octobre 1869–16 janvier 1961), à qui elle avait été présentée par Nellie Melba. Elle devient ainsi Dame Dean Paul, et adopte la nationalité britannique, mais elle continue à publier ses œuvres sous le nom d'Irène Wieniawska, notamment à Bruxelles deux mélodies sur des poèmes de Victor Hugo. Le couple a eu trois enfants :
- Aubrey Donald Fitzwarren Severin Dean Paul (1902–1904)
- Sir Brian Kenneth « Napper » Dean Paul, 6e baronnet (1904–1972[11] ; un amateur muraliste et l'opiomane, dont le portrait a été peint par Lucian Freud)[12]
- Brenda Irene Isabelle Dean Paul (1907–1959) ; est devenue une actrice bien connue et de la « société toxicomane », souvent arrêté sur des accusations de possession. Elle a passé quelque temps à la Prison de Holloway. Elle est morte d'une overdose dans son appartement. Il a été affirmé qu'elle et sa mère étaient des lesbiennes et que sa mère souffrait d'addiction à la morphine[13],[14],[15],[16],[17].

### Compositrice
La mort prématurée du premier né de Lady Dean Paul, dévaste Irène et conduit finalement à la rupture de son mariage. Cet événement a inspiré trois œuvres : les mélodies Soir et Berceuse d'Armorique et la pièce pour violon et piano, Berceuse pour l'enfant mourant.
Dès son mariage, elle adopte le pseudonyme de Poldowski,, par souci des convenances aristocratiques et afin de dissimuler un patronyme trop célèbre. En mars 1911, elle revient à Bruxelles pour prendre part à la série de concerts « La Libre Esthétique », organisé par son vieil ami Octave Maus. Les critiques sont bonnes et Charles van den Borren fait l'éloge de ses œuvres étant « marquées au coin d’une rare distinction et font preuve d’une personnalité très nettement tranchée ». Mise en confiance par le succès du concert, elle publie la même année des mélodies, la plupart sur des poèmes de Verlaine, chez Durand.
Le ténor Gervase Elwes présente ses mélodies en anglais sur des poèmes de Paul Verlaine lors du concert de 1912, au Queen's Hall. Ces mélodies étaient alors à Paris en grande vogue et ce spectacle fait une profonde impression. Il est impressionné par sa musique depuis sa première rencontre, presque vingt ans plus tôt, en 1893, lorsqu'il était attaché d'ambassade à Bruxelles. Il estime qu'ils ont montré « une grande originalité et, pour son âge, d’une grande maîtrise ». Elwes la rencontre à nouveau en 1903, à Bruxelles et elle lui dédie deux de ses mélodies : En sourdine et Spleen. Un concert de ses mélodies, devait être donné aux États-Unis avec Gervase Elwes en 1921, qui a dû être annulé lorsqu'il a été tué dans un accident de train à Boston. Maggie Teyte a également chanté les mélodies de Poldowski. Régine Wieniawski, chantait parfois ses mélodies s'accompagnant elle-même au piano.
Elle déménage à Bruxelles au printemps de 1912, après que la Reine Elizabeth de Belgique ait exprimé le désir de l'entendre. Elle accompagne Émile Chaumont dans la première de sa Sonate pour violon en ré mineur, dédiée « à mon ami Octave Maus » et a ensuite été jouée à Paris par son ami, le pianiste français Lazare-Lévy, qu'elle avait rencontré dans la classe de Miss Ellis. Lévy créer également sa pièce pour piano, Caledonian Market, en 1923,.
En janvier 1912, son ami Henry Wood, qui la considère comme un « talent exceptionnel », interprète les premières de sa Suite miniature et Nocturnes aux Concerts du dimanche. En 1913, elle revient à Bruxelles pour la dernière fois, pour accompagner Jane Bathori-Engel dans quatre de ses œuvres sur des textes de Verlaine.
Elle et toute sa famille se convertissent au Catholicisme Romain en 1916. En 1919, au Queen's Hall, Henry Wood accompagne Poldowski lors de la première de son Pat Malone's Wake pour piano et orchestre. Elle tombe gravement malade à l'automne de 1913 et manque un concert organisé par Maus, chanté par Anne-Marie Delacre-Weber. En août 1919, Poldowski déménage aux États-Unis, où son « opéra symphonique » Silence, est publié chez Carl Fischer, pour pallier de graves problèmes financiers par une avance. Elle peut cependant donner un concert à New York avec succès, dont The New York Times célèbre « une artiste accomplie, très douée techniquement et une musicienne jusqu’au bout des doigts ».
Elle est légalement séparée de son mari, en 1921, après une grave crise conjugale en 1919. Elle retourne à Londres en 1922 et ses visiteurs réguliers comprennent notamment le dramaturge Alfred Sutro, la mezzo-soprano Marguerite d'Alvarez, le chef d'orchestre Eugène Goossens, fils, la claveciniste Violet Gordon-Woodhouse, le violoniste Paul Kochanski et le compositeur George Gershwin. Sa série de récitals à l'Hôtel Hyde Park en 1923, connu comme The International Concerts de La Libre Esthétique, accueillent Arthur Rubinstein, Jacques Thibaud et le Quatuor de Londres. Elle ouvre également une boutique à la mode de haute couture où elle réalise plusieurs créations pour la famille royale britannique. En 1925, elle part en tournée en Espagne, où le roi et la reine, lui offrent en cadeau, un bracelet de diamant.
Plus tard, elle tombe gravement malade, souffrant de pneumonie, elle subit l'ablation de son poumon droit et elle meurt à Londres, d'une crise cardiaque, le 28 janvier 1932.

## Œuvres
Poldowski était une talentueuse compositrice de mélodies. Son style montre de fortes influences de Claude Debussy, mais également de Fauré et Ravel. Elle compose notamment une série sur vingt-deux poèmes (en français) de Paul Verlaine, ainsi que des poèmes anglais par William Blake, William Butler Yeats et Alfred Tennyson.
Beaucoup de ses plus grandes œuvres sont perdues. Son catalogue complet d'œuvres musicales, notamment celles non publiées, compilé par David Mooney, est disponible à SMI Music Theses Register.

### Mélodies sur des poèmes de Paul Verlaine
- Trois mélodies sur des poésies de Paul Verlaine (Sagesse ; Romance sans paroles : Simple fresques ; Fêtes galantes) (éd. Durand 1911)
  - 1. Les Dimanches d'avril
  - 2. Bruxelles
  - 3. En sourdine
- Brume, extr. Romance sans paroles : Ariettes oubliées (1913 ; éd. Paris, Roeder 1914)
- Circonspection (1913 ; Londres, éd. Chester)
- Colombine, extr. Fêtes galantes (1913 ; éd. Chester) dédié « À Madame Bathori Engel »[29]
- Cortège, extr. Fêtes galantes (éd. Chester 1910)
- Crépuscule du soir mystique, extr. Poèmes Saturniens (1914 ; Londres, éd. Chester et Paris, Roeder)
- Cythère, extr. Fêtes galantes (1913 ;  éd. Chester)
- Dansons la gigue !, extr. Romance sans paroles : Streets (1913 ; éd. Paris, Roeder)
- Effet de neige, extr. Romance sans paroles : Ariettes (éd. Chester 1913)
- Fantoches, extr. Fêtes galantes (éd. Chester 1913)
- Impression fausse, extr. Parallèlement : Révérence parler (éd. Chester 1913)
- L'attente, extr. La bonne chanson (1912 ; éd. Chester)
- L'heure exquise, extr. La bonne chanson : La lune blanche (1913 ; éd. Paris, Roeder 1914)
- Mandoline (éd. Chester 1900 et Paris, Roeder)
- La rate
- Sur l'herbe, extr. Fêtes galantes (éd. Chester 1918)
- Spleen, extr. Romances sans paroles : Aquarelles (éd. Chester 1918)
- Le faune, extr. Fêtes galantes (éd. Chester 1919)
- Un pauvre jeune berger, extr. Romance sans paroles (Londres, éd. Chester 1923)
- À Clymène, extr. Fêtes galantes (1927 ; éd. Chester)
- Nous deux (Donc, ce sera par un clair jour d'été)

Récemment, le cycle complet de 22 mélodies a été orchestré pour un orchestre de chambre par David Jackson. Un enregistrement de l'intégrale du cycle de l'Ensemble 1904, mettant en vedette les 22 mélodies inédites, Nous deux (Donc, ce sera par un clair jour d'été), est publié en 2017, par le label Resonus Classics.

### Mélodies sur d'autres textes
- Berceuse d'Armorique, poème d'Anatole le Braz (éd. Chester 1914)
- Down by the Sally Gardens, poème de William Butler Yeats (1900 ; éd. Chappell)
- O let the Hollow Ground, poème d'Alfred Tennyson (1900 ; éd. Chappell)
- Denholm Dean, poème de W.D. Scott-Moncreff (1904)
- Nocturne « des cantilènes », poème de Jean Moréas (1914 ; Londres, éd. Chester et Paris, Roeder)
- Dans une musette, poème de Marie Closset/Jean Dominique (éd. Chester 1919)
- Pannyre aux talons d'or, poème d'Albert Victor Samain extrait de « Aux flancs du vase » (éd. Chester 1919)
- Sérénade, poème d'Adolphe Ratté extrait de « La Forêt bruissante » (1914 ; Londres, éd. Chester et Paris, Roeder)
- Soir, avec hautbois d'amour sur un poème d'Albert Victor Samain extrait d'« Au jardin de l'infant » (éd. Chester 1920)[33]
- La passante, texte de Poldowski (éd. Chester 1923)
- Reed of Innocence, poème de William Blake (1924 ; éd. Chester)
- Songs, poème de William Blake (1924 ; éd. Chester 1924)
- To Love, texte anonyme (1927 ; éd. Chester)
- Poème Aristophanesques, texte de Laurent Tailhade (1927 ; éd. Chester)
  1. Barcarolle
  2. Place des victoires

### Autres œuvres
- Silence, opéra symphonique
- Le rire, opérette
- Nocturnes, pour orchestre
- Tenements, pour orchestre
- Pat Malone's Wake, pour piano et orchestre
- Suite miniature de chansons à danser, pour quintette à vent
- Caledonian Market, suite pour piano
- The Hall of Machinery – Wembley, pour piano
- Sonatine, pour piano
- Étude, pour piano
- Sonate pour violon en ré mineur (c. 1912)
- diverses pièces pour violon et piano, tels : Berceuse de l'Enfant mourant, Largo, Phryne, et Tango (1923). Le Tango a été enregistré par Jascha Heifetz[34].

### Écrits
- « The Influence of Jazz », dans The Chesterian[35], septembre-octobre 1917, p. 10-12.
- « Man and Modernism », dans The Chesterian, septembre 1923.
- « Poèmes Aristophanesques » dans The Chesterian, juillet 1927.

## Discographie
- Tango - Jascha Heifetz, violon ; Emanuel Bay, piano (17 octobre 1946, RCA)[36]
- Poldowski, mélodies [27 mélodies] - Élise Gäbele, soprano ; Philippe Riga, piano ; Sylvain Cremers, hautbois d'amour (2-4 novembre 2006, Musique en Wallonie MEW 0741)[37] (OCLC 547232426)
- L'heure exquise, Colombine et Mandoline, dans Green, Mélodies françaises sur des poèmes de Verlaine - Philippe Jaroussky, contre-ténor ; Jérôme Ducros, piano (juin/octobre 2014, SACD Erato)
- A Verlaine songbook [5 mélodies] - Carolyn Sampson, soprano ; Joseph Middleton, piano (janvier 2016, SACD BIS Records) [livret en ligne] (OCLC 966294235)
- Poldowski Art'songs [23 mélodies] - Angelique Zuluaga, soprano ; Gwendolyn Mok, piano ; Quatuor à cordes Alexandre ; Ryan Zwahlen, hautbois d'amour (12 ,13, 14 février et 26 août 2016 Delos DE 3538)
- Poldowski re/imagined, 22 mélodies sur les poèmes de Paul Verlaine - Ensemble 1904 : Jazmin Black-Grollemund, soprano ; Angélique Charlopain, violon ; Jérémie Decottignies, contrebasse ; David Jackson, piano et arrangements (28-30 novembre 2016, Resonus Classics RES10196)[38] [livret en ligne] [PDF]
- L'heure exquise dans Nuit Exquise - Alice Ferrière et Sascha el Mouissi, piano (2019, Paraty) — avec Robert Schumann, op. 90 (Lenau) et Hector Berlioz, Les Nuits d'été, Reynaldo Hahn, Nadia Boulanger, Claude Debussy, César Franck.
- Sonate pour violon ; Tango – Jennifer Pike (en), violon et Petr Limonov, piano (mars 2021, « Le violon polonais, vol. 2 » SACD Chandos CHAN 20189) (OCLC 1280905512) — avec des œuvres de Karol Szymanowski et Grażyna Bacewicz.